# 温元凯
温元凯（1946年—），男，江苏无锡人，生于上海，中国化学家、经济学家。曾任中国科学技术大学教授、近代化学系主任，第六届全国人大代表。
温元凯是1980年代中国大陆“新启蒙运动”的代表人物之一，被方励之、李泽厚、金观涛一并为成为当时的“青年四大导师”或“四大启蒙导师”。文化大革命后，1977年8月，温元凯等人曾向邓小平建议恢复高考。